# زیرزمین (فیلم ۱۹۷۶)
«زیرزمین» (انگلیسی: Underground (1976 film)) فیلمی در ژانر مستند است که در سال ۱۹۷۶ منتشر شد.